# تاگوهی توماسیان
تاگوهی مانوئلی توماسیان (ارمنی: Թագուհի Մանվելի Թովմասյան؛ انگلیسی: Taguhi Tovmasyan؛ زادهٔ ۱۴ اوت ۱۹۸۲) سیاست‌مدار اهل ارمنستان است که از تاریخ ۲۰۱۹ تا کنون نمایندگی دوره‌های هفتم و هشتم مجلس ملی جمهوری ارمنستان را برعهده دارد.

## زندگی‌نامه
وی در ۱۴ اوت ۱۹۸۲ در واردنیس به دنیا آمد و از دانشگاه دولتی علوم پرورشی خاچاطور آبوویان ارمنستان فارغ‌التحصیل گشت. 